# ジェラルド・レイエス
- ヘラルド・レイエス[1]

ジェラルド・レイエス・ラミレスジュニア（Gerardo Reyes Ramirez Jr.、1993年5月13日 - ）は、 メキシコ合衆国タマウリパス州シウダ・ビクトリア出身のプロ野球選手（投手）。右投右打。MLBのオークランド・アスレチックス傘下所属。

## 経歴

### プロ入りとレイズ時代
2013年8月11日にタンパベイ・レイズとのトライアウトキャンプでドラフト外のアマチュア・フリーエージェントとして契約。
2014年に傘下A級ハドソンバレー・レネゲーズでプロデビュー。20試合に出場して2勝1敗、防御率4.09を記録した。

### パドレス時代
2014年12月19日にタンパベイ・レイズ、サンディエゴ・パドレス、ワシントン・ナショナルズとの3チーム間トレードでサンディエゴ・パドレスに移籍した。
2015年はプレーしなかった。
2016年はA級レイク・エルシノア・ストームとA+級フォートウェイン・ウィザーズでプレーし、2球団合計で40試合に登板して4勝5敗、防御率3.59、6セーブを記録した。
2017年はA級レイク・エルシノア・ストームでプレーし、47試合に登板して3勝3敗、防御率2.63の好成績を残した。
2018年はA級レイク・エルシノア・ストームとAA級サンアントニオ・ミッションズでプレーし、2球団合計で45試合に登板して1勝3敗、防御率2.77を記録した。オフにはルール・ファイブ・ドラフトでの流出を防ぐため、40人枠入りした。
2019年は開幕をAAA級エルパソ・チワワズで迎え、34試合に登板して4勝2敗、防御率3.57を記録して、4月12日にアクティブ・ロースター入りした。同日にメジャーデビューを果たし、3/2イニングを無失点に抑えメジャー初登板初勝利を記録した。シーズンでは27試合に登板して4勝0敗、防御率7.62を記録した。

### エンゼルス時代
2020年8月30日にジェイソン・カストロとのトレードで、ロサンゼルス・エンゼルスに移籍した。この年はCOVID-19の影響でマイナーリーグの試合が開催されず、エンゼルスでの出場はなかった。
2022年8月26日にメジャー契約を結び、アクティブ・ロースター入りした。テイラー・ウォード、アーロン・ループ、ライアン・テペラがCOVID-19のワクチン接種を受けていなかったためトロント・ブルージェイズとの試合のためにカナダに渡航できず制限リストに入れられ、その代替選手として昇格した。8月29日にAAA級ソルトレイク・ビーズに降格した。シーズンでは二試合に登板して防御率4.50を記録した。
2023年はAAA級ソルトレイク・ビーズで19試合に登板して32奪三振、防御率4.64を記録して、6月10日にベン・ジョイスが故障者リストに入ったことに伴ってメジャー昇格した。シーズンでは8試合に登板して防御率7.45を記録した。しかし9月14日にDFAとなった。

### アスレチックス時代
2023年12月15日にオークランド・アスレチックスとマイナー契約を結んだ。
2024年はAAA級ラスベガス・アビエイターズで開幕を迎えたが、31試合に登板し2勝1敗、防御率3.82を記録し、7月30日にメジャーに昇格した。

## 投球スタイル
やや腕を下げた独特なフォームから最速96.6mph（155.5km/h）を記録する伸びのあるフォーシームを主体とし、スライダー、シンカーも投げる。

## 詳細情報

### 背番号
- 64（2019年 - 2022年）
- 99（2023年）